# Петухи (Шуміхинський округ)
Петухи́ (рос. Петухи) — село у складі Шуміхинського району Курганської області, Росія. Входить до складу Трусиловської сільської ради.
Населення — 163 особи (2010, 355 у 2002).
Національний склад станом на 2002 рік: росіяни — 93 %.